# Dylan de Braal
Dylan de Braal (Den Haag, 19 augustus 1994) is een Nederlands voormalig voetballer, die doorgaans speelde als centrale verdediger. Tussen 2014 en 2024 was hij actief voor RKC Waalwijk, FC Oss, Helmond Sport, FC Dordrecht, IJsselmeervogels, SteDoCo en SC Feyenoord.

## Clubcarrière
De Braal speelde in de jeugdopleidingen van RKSV GDA, TONEGIDO, ADO Den Haag en FC Den Bosch, maar vertrok in 2014 naar RKC Waalwijk. In de eerste wedstrijd kon hij door administratieve problemen nog niet worden ingezet. Hij debuteerde voor de Waalwijkse club op 28 september 2014, toen met 0–4 verloren werd van hekkensluiter Achilles '29. De Braal mocht in de zevenendertigste minuut invallen voor de geblesseerde Simon van Zeelst, maar raakte drie minuten later zelf geblesseerd en werd weer gewisseld voor Alvin Fortes.
In juni 2016 tekende de Haagse verdediger een eenjarig contract met een optie voor nog een seizoen bij FC Oss. Deze optie werd niet gelicht en na een jaar verkaste De Braal naar Helmond Sport. Na één seizoen werd de verbintenis van De Braal in Helmond met een jaar verlengd. Op 23 april 2019 tekende hij een contract voor twee jaar met een optie voor nog een jaar bij FC Dordrecht. Deze verbintenis zou per 1 juli 2019 ingaan.
Na twee seizoenen met daarin slechts twee competitieoptredens nam IJsselmeervogels de verdediger over. Bij deze club speelde hij zeven wedstrijden en een jaar later werd SteDoCo zijn nieuwe club. Medio 2023 verkaste De Braal naar SC Feyenoord. In de zomer van 2024 besloot De Braal op negenentwintigjarige leeftijd een punt te zetten achter zijn actieve loopbaan.

## Clubstatistieken
| Seizoen | Club             | Competitie     | Competitie | Competitie | Beker | Beker | Internationaal | Internationaal | Nacompetitie | Nacompetitie | Totaal | Totaal |
| Seizoen | Club             | Competitie     | Wed.       | Dlp.       | Wed.  | Dlp.  | Wed.           | Dlp.           | Wed.         | Dlp.         | Wed.   | Dlp.   |
| ------- | ---------------- | -------------- | ---------- | ---------- | ----- | ----- | -------------- | -------------- | ------------ | ------------ | ------ | ------ |
| 2014/15 | RKC Waalwijk     | Eerste divisie | 1          | 0          | 0     | 0     | —              | —              | —            | —            | 1      | 0      |
| 2015/16 | RKC Waalwijk     | Eerste divisie | 5          | 0          | 0     | 0     | —              | —              | —            | —            | 5      | 0      |
| 2016/17 | FC Oss           | Eerste divisie | 11         | 0          | 0     | 0     | —              | —              | —            | —            | 11     | 0      |
| 2017/18 | Helmond Sport    | Eerste divisie | 24         | 0          | 0     | 0     | —              | —              | —            | —            | 24     | 0      |
| 2018/19 | Helmond Sport    | Eerste divisie | 14         | 1          | 0     | 0     | —              | —              | —            | —            | 14     | 1      |
| 2019/20 | FC Dordrecht     | Eerste divisie | 2          | 0          | 0     | 0     | —              | —              | —            | —            | 2      | 0      |
| 2020/21 | FC Dordrecht     | Eerste divisie | 0          | 0          | 0     | 0     | —              | —              | —            | —            | 0      | 0      |
| 2021/22 | IJsselmeervogels | Tweede divisie | 7          | 0          | 0     | 0     | —              | —              | —            | —            | 7      | 0      |
| Totaal  | Totaal           | Totaal         | 64         | 1          | 0     | 0     | 0              | 0              | 0            | 0            | 64     | 1      |